# زبان گالائیک
زبان گالائیک (به فرانسوی: Gallaïque) یکی از زبان‌های سلتی بود. این زبان به زبان سلتیبری نزدیک بود و زمانی در میان باشندگان شمال باختری شبه‌جزیره ایبری گویشورانی داشته‌است. این زبان در شاخهٔ قاره‌ای زبان‌های سلتی جای می‌گیرد.